# Peder Severin Krøyer

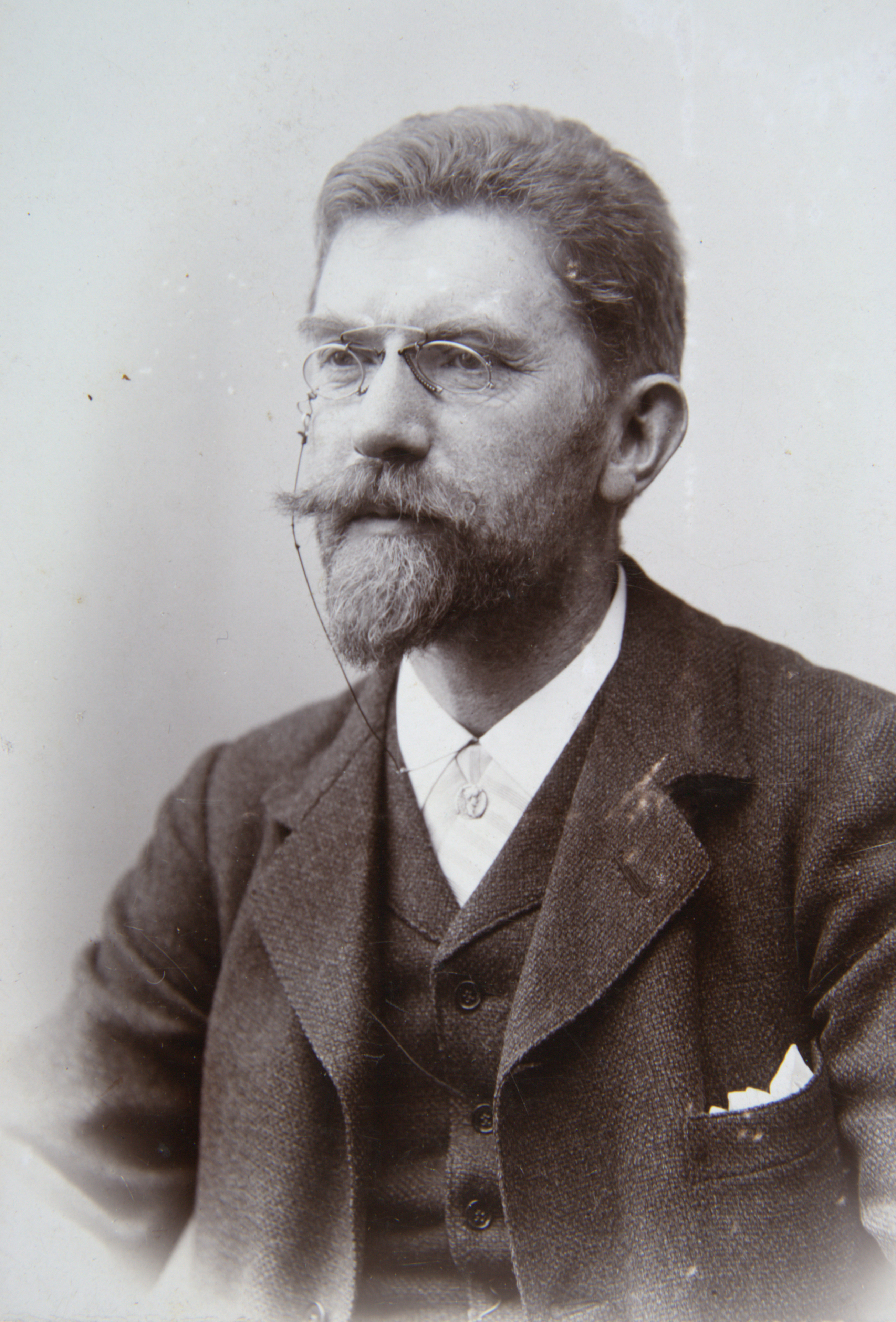
Fotoportret van P.S. Krøyer

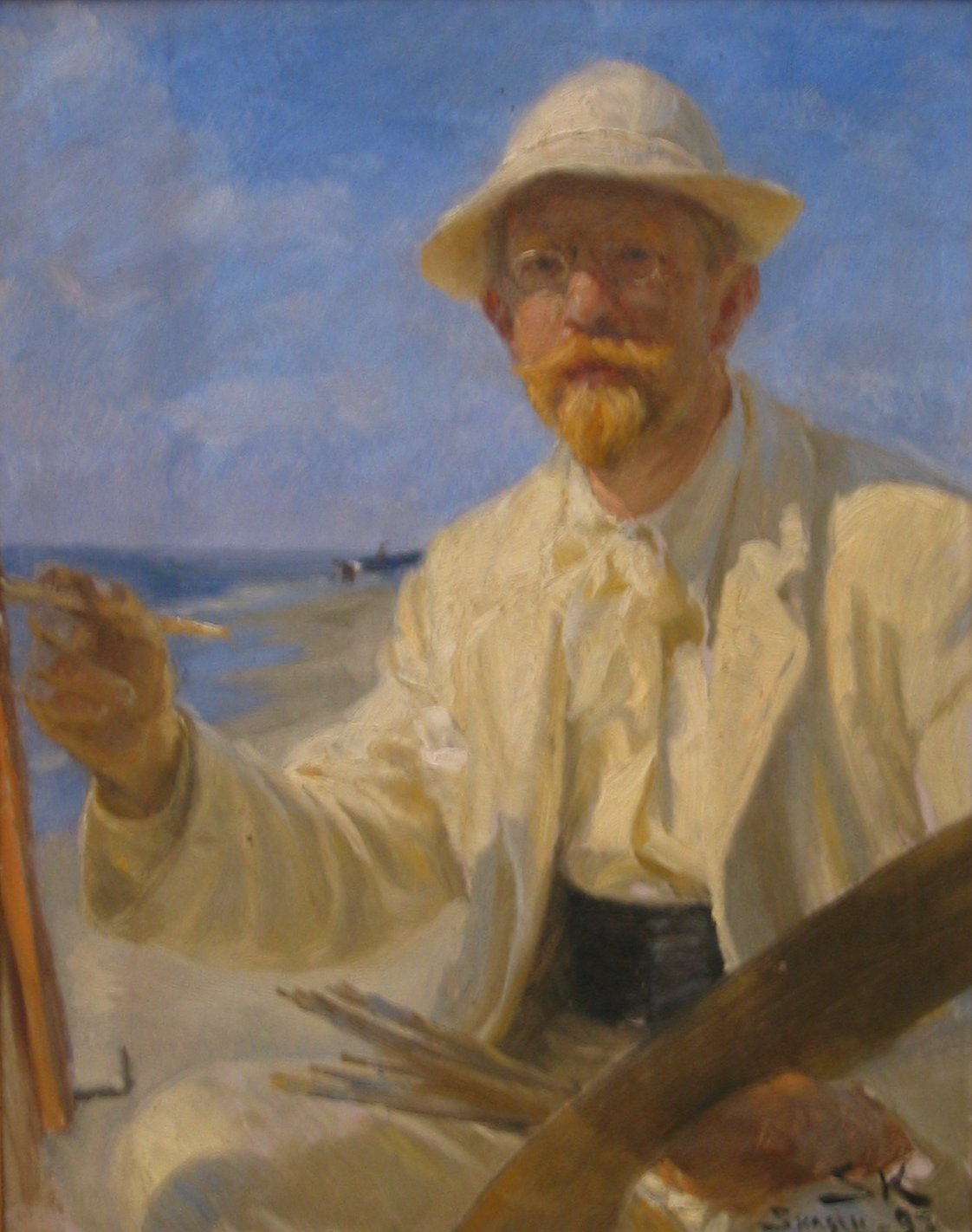
Peder Severin Krøyer, zelfportret

Peder Severin Krøyer, (vaak P.S. Krøyer genoemd) (spreek uit als: pEduh sEvurien krUjuh; IPA: [ˈpʰe̝ːðɐ ˈse̝vəˌʁiˀn ˈkʰʁʌjˀɐ]) (Stavanger, 23 juli 1851 – Skagen, 21 november 1909) was een als Noor geboren kunstschilder die in 1889 de Deense nationaliteit aannam. Hij behoorde tot de Skagenschilders. Zijn werk wordt overwegend gerekend tot het impressionisme.

## Leven en werk

### Jeugd en opleiding
Krøyers ongehuwde moeder Ellen Cecilie Gjesdal werd ongeschikt geacht om haar kind op te voeden, en daarom groeide hij op in Kopenhagen bij haar zuster Bertha Cecilie Gjesdal. Zij was getrouwd met de Deense zoöloog Henrik Nikolai Krøyer, wiens achternaam de jongen kreeg. Hij toonde al op jonge leeftijd talent voor tekenen en schilderen en kreeg privélessen vanaf zijn negende jaar. Reeds op zijn veertiende begon hij met zijn studie aan de Koninklijke Deense Kunstacademie in paleis Charlottenborg, waar hij tegelijk met Kristian Zahrtmann werd opgeleid door Frederik Vermehren en Wilhelm Marstrand. In 1871 had hij in Charlottenborg zijn eerste expositie. Tussen 1877 en 1881 maakte hij studiereizen naar Spanje, Italië en Frankrijk, financieel gesteund door de rijke tabakshandelaar en kunstverzamelaar Heinrich Hirschsprung. In Parijs volgde hij een privé-opleiding bij Léon Bonnat, maar vond hij uiteindelijk zijn belangrijkste inspiratiebronnen bij de toenmalige impressionisten.

### Schildercarrière
Na zijn terugkeer naar Denemarken werd Krøyer een veelgevraagd portretschilder in Kopenhagen. Daarnaast huurde hij een huis in Skagen op de noordpunt van Jutland, waar hij deel ging uitmaken van de plaatselijke kunstenaarskolonie met onder anderen de schrijvers Holger Drachmann, Georg Brandes en Henrik Pontoppidan en de Skagenschilders onder wie  Martinus Rørbye, Karl Madsen, Viggo Johansen en het echtpaar Michael en Anna Ancher. Hij schilderde in een overwegend impressionistische stijl, vaak met de natuur, de zee en de kunstenaarskolonie van Skagen als onderwerp. Vanaf 1885 gebruikte hij regelmatig zelfgemaakte foto's als uitgangspunt voor zijn schilderijen.
Krøyer verbleef in de winters regelmatig in Kopenhagen en bracht de zomers schilderend in Skagen door. Hij groeide er uit tot een leidende figuur. In 1891 kwam ook zijn jonge vrouw Marie Krøyer geb. Triepcke (1867-1940) in Skagen wonen. Zij poseerde veelvuldig voor hem. In 1895 werd hun dochter Vibeke geboren. 

### Laatste jaren
Na 1900 kreeg Krøyer veel psychische problemen. Hij was manisch depressief. Toen Marie in 1905 een kind verwachtte van de Zweedse componist Hugo Alfvén, leidde dat tot een echtscheiding. Hij overleed vier jaar later, op 58-jarige leeftijd, na een moeilijke laatste periode die hij deels in psychiatrische inrichtingen had doorgebracht.

## Musea
Werken van P.S. Krøyer hangen vooral in het Skagens Museum in Skagen en in het Statens Museum for Kunst en de Hirschsprungske Samling, beide in Kopenhagen.  

## Galerij

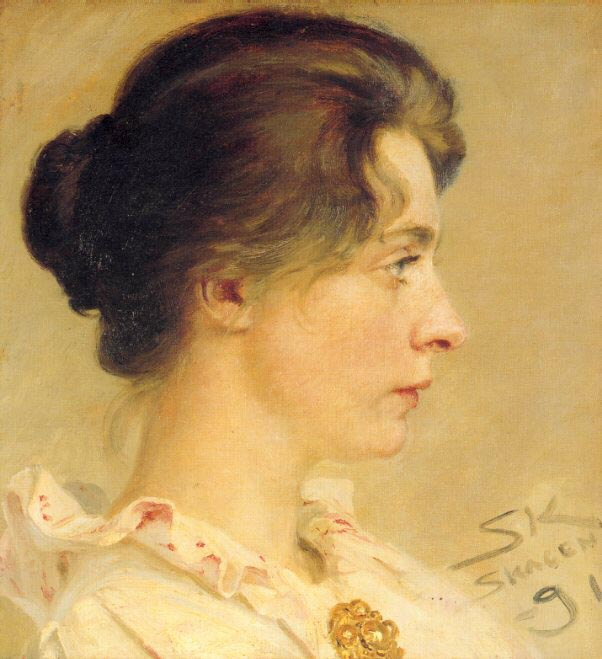
Marie
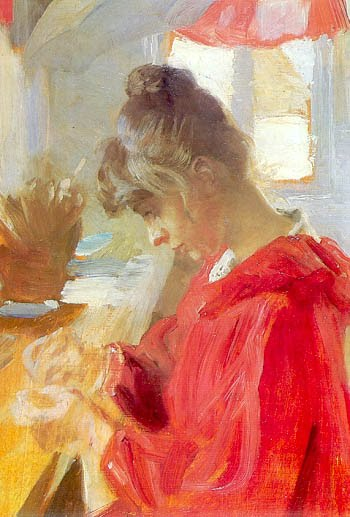
Marie aan een tafel, naaiend
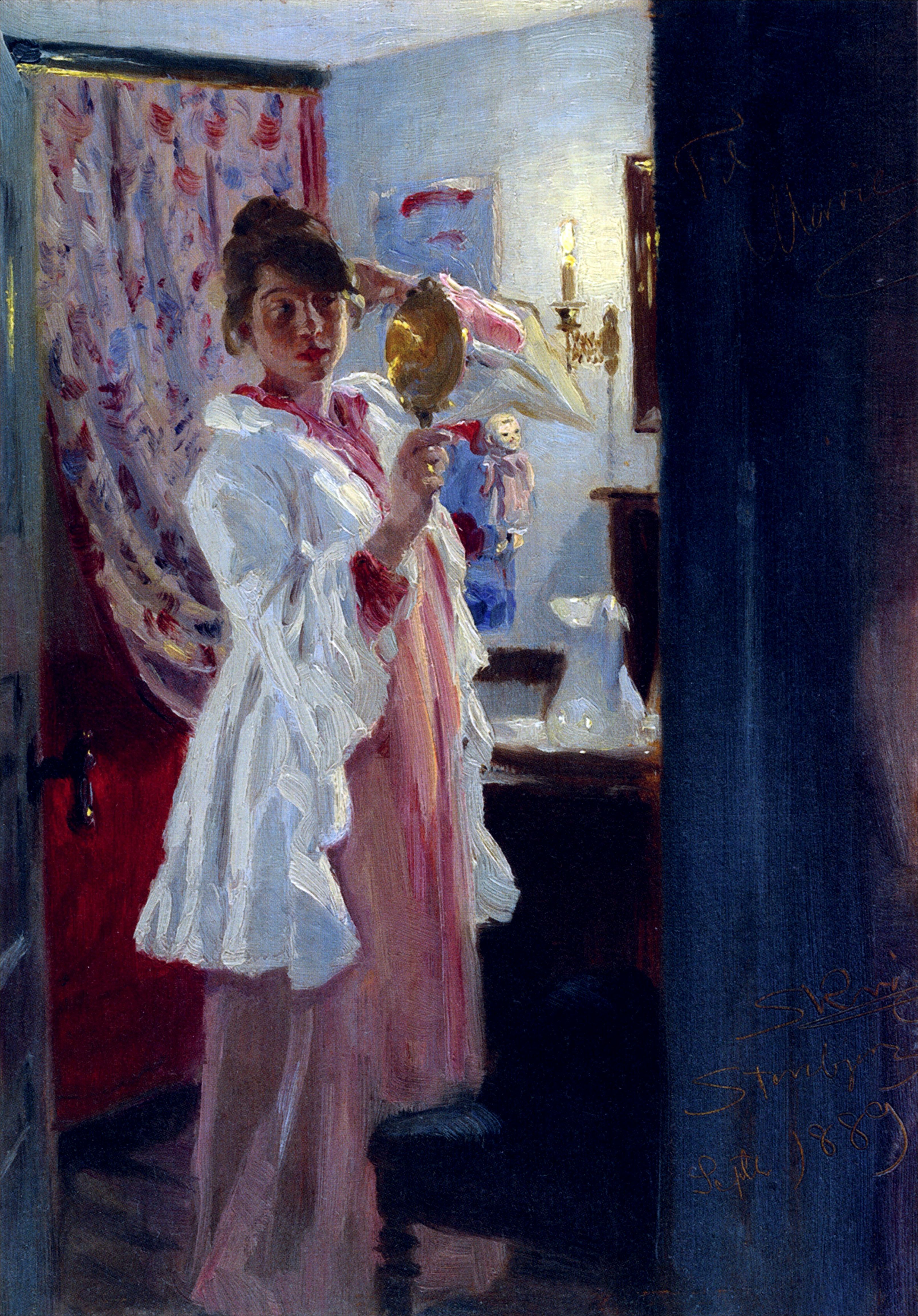
Interieur met Marie
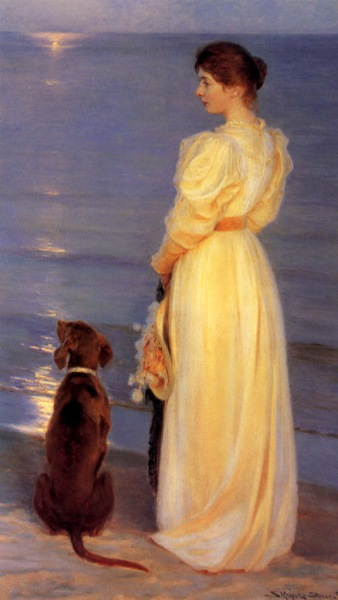
Zomeravond op het zuidelijk strand (Marie)
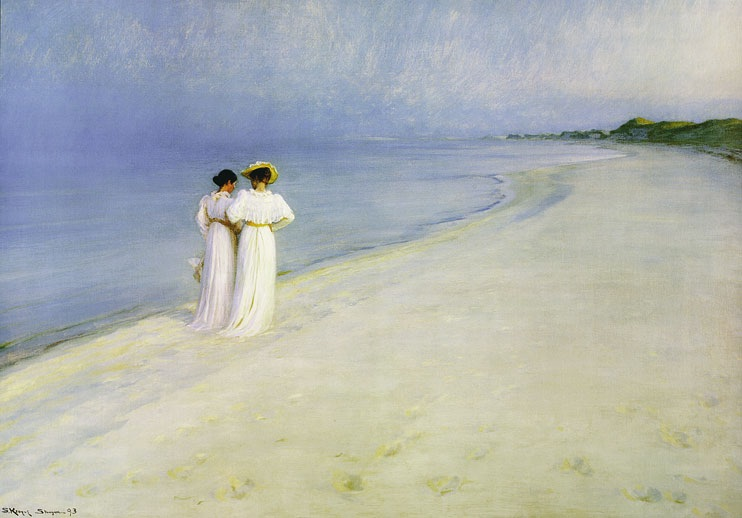
Zomeravond aan het Zuidstrand van Skagen (Mary en Anna Ancher).
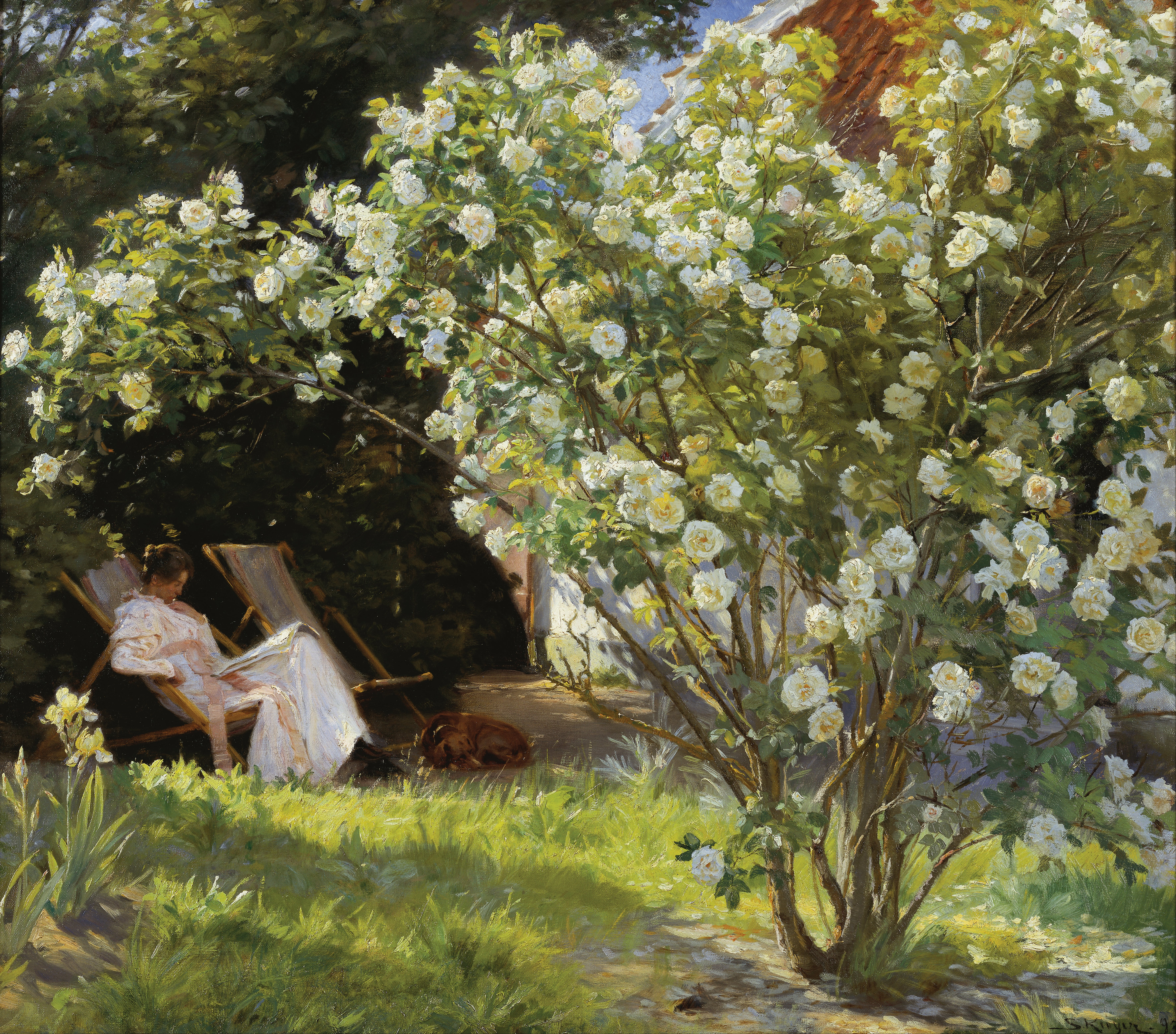
Rozen (Marie in de tuin, lezend), 1893
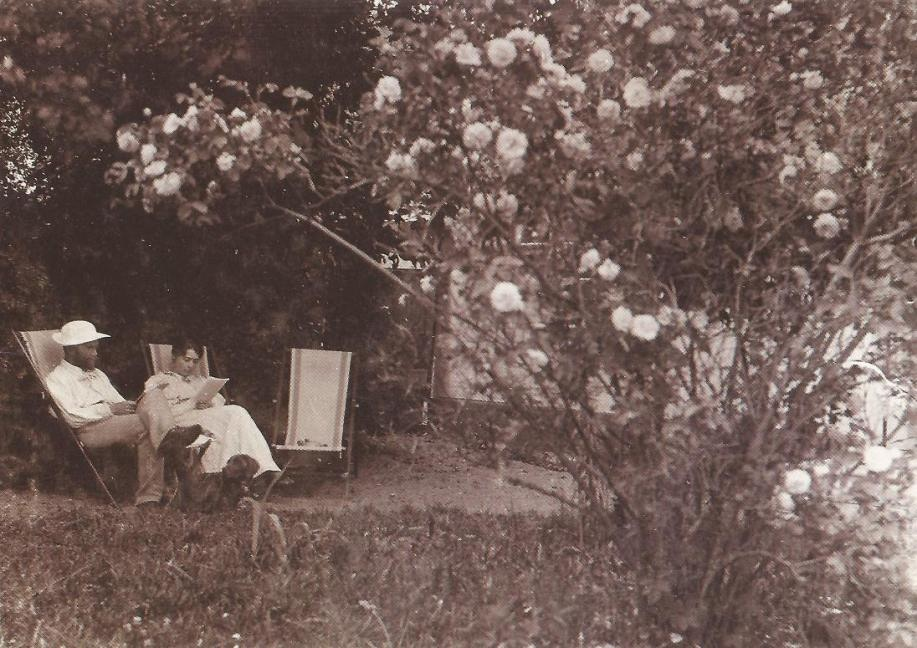
Foto van Krøyer, waarop hij voorgaand werk baseerde
Zomeravond op het strand van Skagen. De schilder en zijn vrouw
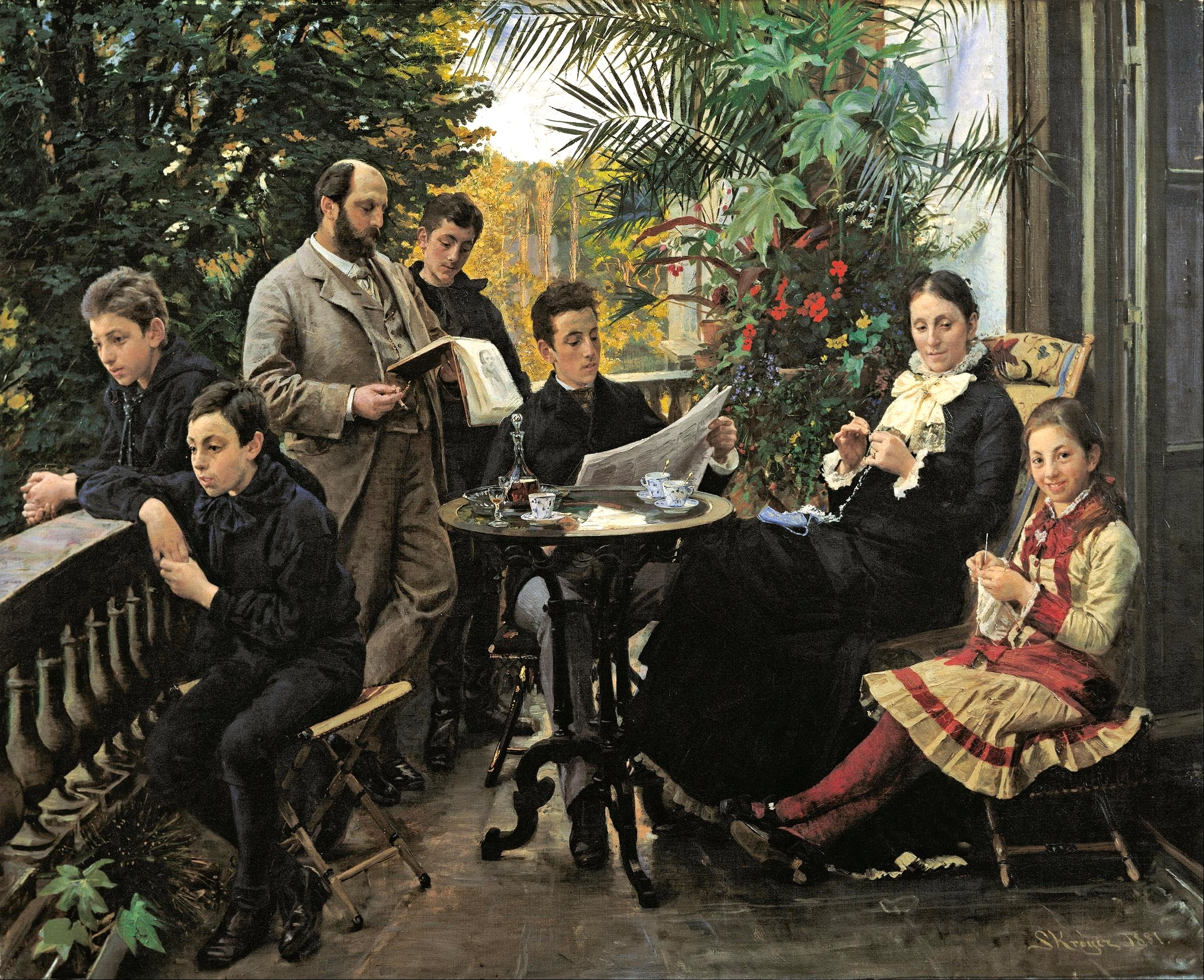
Portret van de familie Hirschsprung, 1881
Hip, hip, hurra!, 1887-1888